# Omijak
Omijak – nieobrobione miejsce na polu, które w trakcie prac nie zostało poddane zabiegowi agrotechnicznemu jak np. orka, siew, oprysk, nawożenie.
Nadmierna liczba omijaków ma niekorzystny wpływ na wzrost i plonowanie roślin.